# Música do Esquecimento
Música do Esquecimento é o segundo álbum de estúdio da banda Sophia Chablau e Uma Enorme Perda de Tempo, lançado em 6 de setembro de 2023 pelo Selo RISCO. Explorando influências de indie rock, neo-psicodelia e post-punk revival, o disco foi produzido e pós-produzido por Vitor Araújo, Ana Frango Elétrico e Francesca Ribeiro.
Ele foi reconhecido pela Associação Paulista de Críticos de Arte (APCA) como um dos 50 melhores álbuns nacionais de 2023 e ficou em terceiro lugar da Lista das Listas de 2023 do Pena Schmidt, e foi incorporado em mais de 40 listas nacionais de melhores discos. Além disso, a banda recebeu uma indicação ao Prêmio Multishow de Música Brasileira na categoria Rock do Ano pelo single "Segredo".

## Antecedentes

### Composição
É importante dizer que o primeiro [disco] foi um acontecimento. A Sophia tinha um show marcado e chamou a gente [Uma Enorme Perda de Tempo] para tocar com ela. Ficou legal e viramos uma banda. Este disco é um trabalho que a gente fez nascer como banda, com nós quatro— Téo Serson, baixista da banda, sobre o álbum
O álbum Música do Esquecimento representa uma evolução marcante no processo compositivo do grupo, evidenciando uma virada que se distancia da abordagem anterior centrada nas composições individuais. Durante o período da pandemia, quando os planos originais foram suspensos, os integrantes – Sophia Chablau, Téo Serson, Theo Cecato e Vicente Tassara – engajaram-se em imersões criativas ao longo de 2020 e 2021, período em que passaram a desenvolver novos arranjos e temáticas coletivas.
Com essa reorientação criativa, o trabalho passou a refletir uma colaboração integral entre os quatro membros, cujas composições se entrelaçam ao longo de quatorze faixas. Essa mudança de dinâmica visou reforçar a identidade coletiva da banda, afastando-se do modelo de power trio com uma voz central, e permitindo que cada integrante contribuísse com sua visão e sensibilidade para a criação musical.

### Gravação
Somente no final de 2022 foi possível retomar o trabalho em estúdio, momento em que os arranjos desenvolvidos em isolamento foram transformados e aprimorados, adquirindo novas configurações. A participação do pernambucano Vitor Araújo, reconhecido por seus trabalhos como compositor e pianista, corroborou essa evolução, agregando diversidade aos elementos sonoros e enriquecendo os arranjos que compõem o álbum. A etapa de pós-produção recebeu, paralelamente, uma colaboração significativa da produtora e artista carioca Ana Frango Elétrico. Trabalhando em conjunto com Araújo, ela refinou as nuances sonoras, garantindo que a complexidade dos arranjos resultasse em uma proposta dinâmica e inteligível.

## Lançamento e promoção
Lançado em 2023, a promoção do álbum se estendeu ao single "Segredo", lançado em 24 de agosto de 2023, que culminou em uma indicação ao Prêmio Multishow de Música Brasileira na categoria Rock do Ano. Foi marcado por um plano de divulgação que rapidamente recebeu ampla atenção da crítica especializada, sendo nomeado pela Associação Paulista de Críticos de Arte (APCA) como um dos 50 melhores álbuns nacionais de 2023. Em paralelo, a obra obteve significativo reconhecimento, alcançando a terceira posição na Lista das Listas de 2023, compilada pelo jornalista Pena Schmidt, e foi incorporada em mais de quarenta compilações nacionais que selecionaram os melhores lançamentos do ano.
A estratégia de lançamento temporalmente escalonada incluiu, posteriormente, o lançamento de formatos físicos: a versão em CD foi lançada em 22 de outubro de 2023, o cassete em 21 de outubro de 2023 e a edição em vinil em 25 de novembro de 2023, sendo este último lançamento realizado pela Romaria Discos.

## Turnê
Em 9 de setembro de 2023, a banda anunciou em sua conta do Instagram, sua turnê nacional, com duração de 9 meses em 20 cidades diferentes, em apoio ao seu segundo álbum de estúdio. Foram realizadas 2 apresentações em São Paulo, 1 em Brasília, 2 no Rio de Janeiro, 1 em Belo Horizonte, 1 em Porto Alegre, 1 em Goiânia, 1 em , 1 em Uberaba, 1 em Florianópolis, 1 em Piracicaba, entre outras anunciadas ao longo de 2023— 2024.
Em 5 de maio de 2024, depois de serem feitas mais de 30 apresentações, foi feito o a última apresentação antes do anúncio da turnê para várias cidades da Europa.
| Data                   | Cidade         | Local                      | Ato(s) de abertura                  | Público  | Receita  |
| Setembro               | Setembro       | Setembro                   | Setembro                            | Setembro | Setembro |
| ---------------------- | -------------- | -------------------------- | ----------------------------------- | -------- | -------- |
| 17 de setembro de 2023 | São Paulo      | Coala Festival             | —                                   | —        | —        |
| 21 de setembro de 2023 | Brasília       | Voa Festival               | —                                   | —        | —        |
| 22 de setembro de 2023 | Goiânia        | Shiva Alt Bar              | —                                   | —        | —        |
| 23 de setembro de 2023 | Uberlândia     | Benedith                   | —                                   | —        | —        |
| 24 de setembro de 2023 | Uberaba        | Laboratório96              | —                                   | —        | —        |
| Outubro                |                |                            |                                     |          |          |
| 8 de outubro de 2023   | Belo Horizonte | Sesi de Bolso              | —                                   | —        | —        |
| 12 de outubro de 2023  | Americana      | Hup Sounds                 | —                                   | —        | —        |
| 13 de outubro de 2023  | Campinas       | Casa Gambá                 | —                                   | —        | —        |
| 14 de outubro de 2023  | Piracicaba     | Casarão                    | —                                   | —        | —        |
| 22 de outubro de 2023  | São Paulo      | Cine Joia                  | Jonnata Doll & Os Garotos Solventes | —        | —        |
| 26 de outubro de 2023  | Juiz de Fora   | Café Muzik                 | —                                   | —        | —        |
| 28 de outubro de 2023  | Rio de Janeiro | Audio Rebel                | —                                   | —        | —        |
| 29 de outubro de 2023  | Rio de Janeiro | Audio Rebel                | —                                   | —        | —        |
| Novembro               |                |                            |                                     |          |          |
| 4 de novembro de 2023  | Suzano         | A. N. Casa Show            | —                                   | —        | —        |
| 5 de novembro de 2023  | Santo André    | 74 Club                    | —                                   | —        | —        |
| 11 de novembro de 2023 | Porto Alegre   | Festival Avante            | —                                   | —        | —        |
| 12 de novembro de 2023 | Florianópolis  | Haoma                      | —                                   | —        | —        |
| Dezembro               |                |                            |                                     |          |          |
| 3 de dezembro de 2023  | São Paulo      | Primavera Sound            | —                                   | —        | —        |
| 10 de dezembro de 2023 | Sorocaba       | Falso Bar                  | —                                   | —        | —        |
| 15 de dezembro de 2023 | Ribeirão Petro | Pantera Sounds             | —                                   | —        | —        |
| 16 de dezembro de 2023 | Ribeirão Petro | Biblioteca Sinhá Junqueira | —                                   | —        | —        |

| Data                | Cidade                | Local              | Público | Receita |
| Março               | Março                 | Março              | Março   | Março   |
| ------------------- | --------------------- | ------------------ | ------- | ------- |
| 2 de março de 2024  | São Paulo             | Sesc Bom Retiro    | —       | —       |
| 16 de março de 2024 | Curitiba              | Basement Cultural  | —       | —       |
| 17 de março de 2024 | Jaraguá do Sul        | Ceia Festival      | —       | —       |
| Abril               |                       |                    |         |         |
| 28 de abril de 2024 | São Bernardo do Campo | Festival Casaberta | —       | —       |
| Maio                |                       |                    |         |         |
| 3 de maio de 2024   | São Paulo             | Sesc Bom Retiro    | —       | —       |
| 5 de maio de 2024   | São Paulo             | Cine Joia          | —       | —       |

## Lista de faixas
| Críticas profissionais | Críticas profissionais |
| Avaliações da crítica  | Avaliações da crítica  |
| Fonte                  | Avaliação              |
| ---------------------- | ---------------------- |
| O Grito!               | [ 30 ]                 |
| Folha de S.Paulo       | [ 31 ]                 |
| Popload                | [ 32 ]                 |
| Teoria Cultural        | 8.5/10                 |
| Música Instantânea     | 8.4/10                 |
| Pop Fantasma           | 8.0/10                 |

| Lado A |                                                          |                 |         |  |
| N.º    | Título                                                   | Compositor(es)  | Duração |  |
| 1.     | "Minha Mãe É Perfeita"                                   | Sophia Chablau  | 1:32    |  |
| 2.     | "Quem vai apagar a luz" (part. Negro Leo)                | Sophia Chablau  | 2:39    |  |
| 3.     | "Segredo"                                                | Sophia Chablau  | 4:04    |  |
| 4.     | "Embaraço total"                                         | Vicente Tassara | 3:37    |  |
| 5.     | "Qualquer canção"                                        | Sophia Chablau  | 2:58    |  |
| 6.     | "As coisas que não te ensinam na faculdade de filosofia" | Vicente Tassara | 3:20    |  |

| Lado B         |                                              |                 |         |  |
| N.º            | Título                                       | Compositor(es)  | Duração |  |
| 7.             | "Música do Esquecimento"                     | Téo Serson      | 4:02    |  |
| 8.             | "Último sexo"                                | Theo Ceccato    | 2:03    |  |
| 9.             | "Neurose"                                    | Sophia Chablau  | 1:48    |  |
| 10.            | "beijar morder trepar"                       | Vicente Tassara | 1:15    |  |
| 11.            | "No princípio era o Verbo"                   | Sophia Chablau  | 4:16    |  |
| 12.            | "Baby míssil"                                | Sophia Chablau  | 2:44    |  |
| 13.            | "Time to say goodnight" (part. Vitor Araújo) | Vicente Tassara | 4:31    |  |
| 14.            | "Deus Tesão"                                 | Sophia Chablau  | 4:39    |  |
| Duração total: | Duração total:                               | Duração total:  | 43:36   |  |

## Créditos
Todo o processo de elaboração de Música do Esquecimento atribui os seguintes créditos:
Locais
- Gravação e mixagem: Estúdio Canoa (São Paulo)
- Masterização: Martin Scian

Gestão e produção
- Produção Musical: Vitor Araújo
- Pós-produção Musical: Ana Frango Elétrico e Vitor Araújo
- Produção Executiva: Francesca Ribeiro
- Consultoria Criativa: Ana Frango Elétrico
- Gravação: Gui Jesus Toledo
- Fotografia: Helena Ramos
- Assessoria de Imprensa: Francine Ramos

CD
- Arte e Design: Jordy Kuster
- Fotografia da Capa: Helena Ramos

Vinil
- Produção Executiva: Gabriel Bernini/Nicolau Lopes
- Remasterização: Martin Scian
- Corte da laca: Jana Falcão

Instrumentação
- Vocais: Sophia Chablau (A1, A2, A3, A4, A5, A6, B1, B3, B4, B5, B6, B7), Negro Leo (A2) e Theo Ceccato (B2)
- Elementos Vocais Adicionais:
  - Assobios: Sophia Chablau (A4), Theo Ceccato (A4) e Vicente Tassara (A4)
  - Vocais de apoio: Bebé Salvego (A3, A4, A6, B4, B6), Nã Maranhão (A3, A4, A6, B4, B6, B8), Manuela Julian (A3, A4, A6, B4, B6, B8), Marina Reis (A3, A4, B4, B6), Maria Stockler Carvalhosa (B7), Dora Vinci (B8), Estela May (B8), Isabela Besen (B8), Jennifer Cristina (B8), Lê Jorge Ramos (B8), Irmão Victor (B8), Marcos Felippe (B8), Matheus Rocha (B8) e Yara Ktaish (B8)
- Guitarras: Vicente Tassara (A1, A2, A3, B2, B4), Theo Ceccato (A5) e Sophia Chablau (B2, B3)
- Violão: Sophia Chablau (A1, A2, B3, B6, B8) e Téo Serson (A4)
- Viola-de-arco: Fábio Tagliaferri (A5, B5)
- Violino: Teco Scoss Nicolai (A5, B5)
- Cavaquinho: Vicente Tassara (B8)
- Baixo: Téo Serson (A1, A2, A3, A5, A6, B1, B2, B3, B4, B5, B6)
- Contrabaixo: Arthur Merlino (A2 e A3)
- Bateria: Theo Ceccato (A1, A2, A3, A4, A5, A6, B1, B3, B4, B5, B6) e Sophia Chablau (B2)
- Percussão: Theo Ceccato (A1, A2, A3, B3, B6)
- Surdo: Theo Ceccato (B8)
- Piano: Sophia Chablau (A1) e Téo Serson (A1)
- Órgão: Vitor Araújo (A2), Vicente Tassara (A4, B3)
- Sintetizadores: Vitor Araújo (A3, B1)
- Metalofone: Vitor Araújo (A6)
- Glockenspiel: Vitor Araújo (A5)
- Pedal de delay: Vicente Tassara (A1, B5)
- Clarinete e Clarone: Juliana Perdigão (B5)
- Saxofones: Henrique Albino (A2)
- Flautas: Henrique Albino (A6)

## Histórico de lançamento
| País   | Data                   | Formato(s)       | Gravadora      | Ref.   |
| ------ | ---------------------- | ---------------- | -------------- | ------ |
| Vários | 6 de setembro de 2023  | Download digital | Selo RISCO     | [ 35 ] |
| Brasil | 22 de outubro de 2023  | CD               | Selo RISCO     | [ 14 ] |
| Brasil | 21 de outubro de 2023  | Cassete          | Várias Fita    | [ 15 ] |
| Brasil | 25 de novembro de 2023 | Vinil            | Romaria Discos | [ 16 ] |

## Prêmios e indicações
| Publicação/crítica                      | Lista                                        | Posição | Ref.   |
| --------------------------------------- | -------------------------------------------- | ------- | ------ |
| Associação Paulista de Críticos de Arte | Os 50 Melhores Discos do Ano de 2023         | —       | [ 5 ]  |
| Noize Record Club                       | Nossos 50 discos nacionais favoritos de 2023 | —       | [ 10 ] |
| Lista das Listas de 2023                | Os discos brasileiros favoritos de 2023      | 3       | [ 6 ]  |
| Música Instantânea                      | Os 50 Melhores Discos Brasileiros de 2023    | 7       | [ 11 ] |
| Célula Pop                              | Os Nossos 50 Discos Nacionais de 2023        | 7       | [ 12 ] |
| Tenho Mais Discos Que Amigos!           | Os 50 Melhores Discos Nacionais de 2023      | 12      | [ 13 ] |